# Mohmand
Mohmand (paixtu مومند, també Momand) és una subtribu dels paixtus sarbans. Viuen principalment a les Àrees Tribals d'Administració Federal al Pakistan, la major part a l'agència de Mohmand, i fins a la plana de Peshawar (i també a les grans ciutats del país); també viuen a l'Afganistan a la província de Nangarhar i la província de Kunar. Les principals subtribus són: Halimzai, Utmanzai, Bayezai, Kudaa Khel, Kaachi, Atmar Khel, Turkzai, Khwajazai, Nazar Khel, Essa Khel, Burhan Khel, Bara Khel, Khuga Khel, Mairo Khel i Baburzai. Pànini esmenta ja al segle V aC a la tribu dels madhumants (antecedent dels mohmands) a la confluència del riu Kabul amb l'Indus.

## Nota
1. ↑  page 64 India and Central Asia per J. N. Roy, J.N. Roy i B.B. Kumar, Astha Bharati (Organització), Indian Council for Cultural Relations